# 造紙對環境的影響
造紙對環境的影響（英語：Environmental impact of paper）十分顯著，而導致造紙業業者和個人層面的行為發生變化。由於採用現代技術如印刷機和高度機械化的木材採伐，讓一次性用紙成為一種相對便宜的商品，造成紙張的高水平消耗和浪費，接踵而來的空氣和水污染、氣候變化、垃圾掩埋場滿溢外流和森林皆伐等，也產生環境問題，各國政府為此必須加大監管力度。造紙業現在已朝可持續性發展，例如減少皆伐、用水、溫室氣體排放、化石燃料耗用，並減除其對產地供水和空氣的影響。
根據加拿大公民組織的說法，“人們需要紙製品，也該採用可持續、環保的生產方式。”

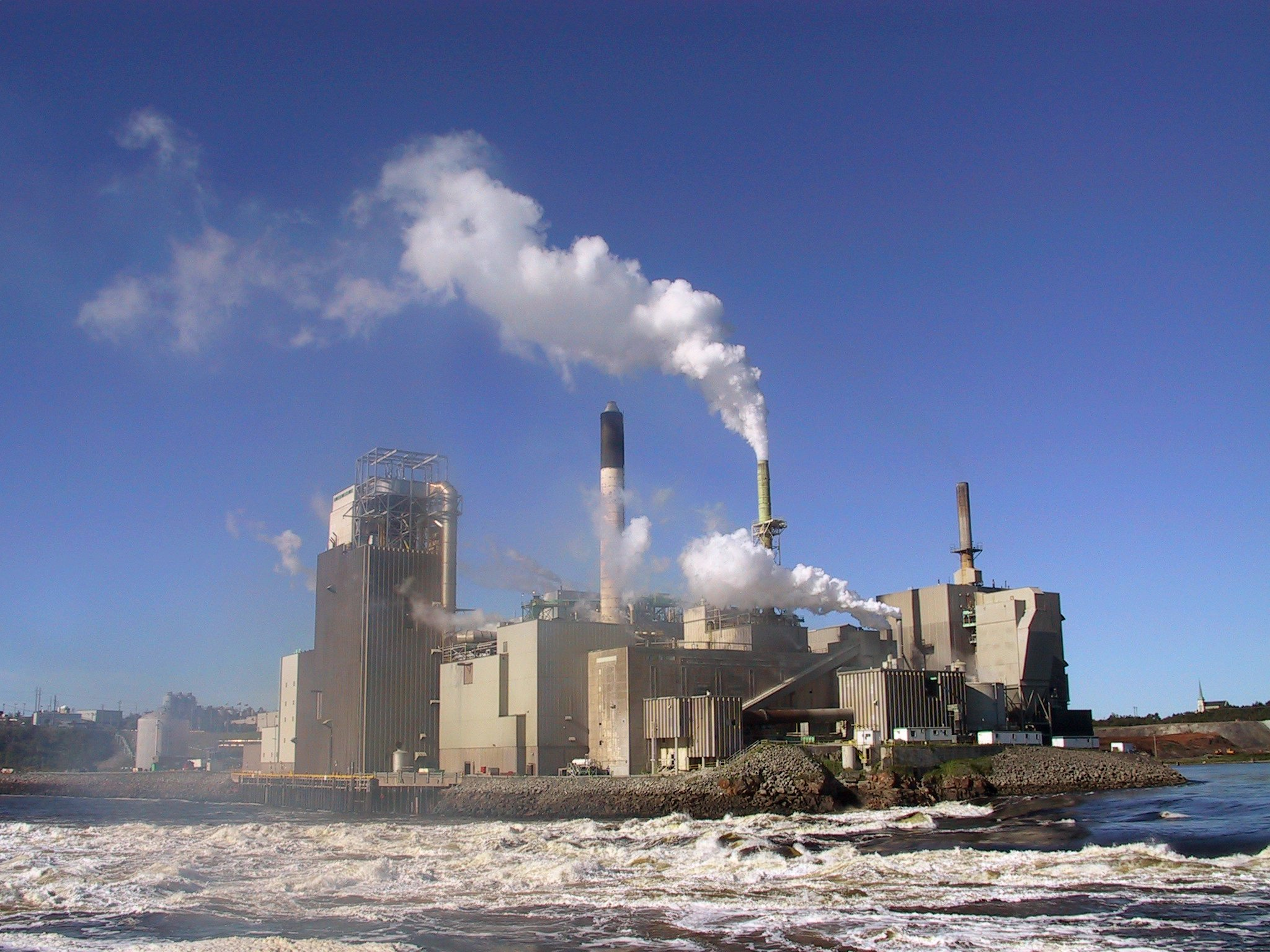
位於加拿大新不倫瑞克省的一座紙漿及造紙廠。這類產業需用到大量能源，但其中一部分由燃燒樹皮和木材殘渣提供。

目前市面已有用於收集和評估紙製品在環境和社會中績效的工具（或稱產品記分卡），如紙類計分機（Paper Calculator）、環境紙類評估工具 (Environmental Paper Assessment Tool ，EPAT)、或紙類概況（Paper Profile）。
美國和加拿大都有網上互動式環境指標地圖，可顯示各個工廠的污染排放資料。

## 問題
造紙業（包含紙漿和紙類兩主要項目）工廠會造成空氣、水和土地的污染，廢棄的紙張和紙板約佔垃圾掩埋場中城市固體廢棄物的26%。 
造紙業的排放量在加拿大全國排名第3，在美國全國排名第6。加拿大所有產業於2015年的總排放量為330萬噸，造紙業排放量為174,000噸（佔5.3%）。美國造紙業於2015年的排放量大約有79,000噸（佔比約5%）。美國的排放中有66%是釋放進入大氣，10%進入水中，24%則排放到陸地，而在加拿大，有96%排放物被釋放進入大氣中。
全球造紙業是第5大能源消耗產業，佔能源使用總量的4%。但由於造紙和印刷產業大量使用可再生能源（主要是生物質），而在全球溫室氣體排放的佔比少於1%。 
這個產業每生產一噸產品所消耗的水比任何其他產業均高。
由於紙類回收過程中的脫墨所產生的污水流出水會釋放化學物質，也是種排放源。歐洲回收紙委員會（European Recovered Paper Council）開發出“脫墨性記分卡”，以識別可回收印刷紙產品中具有最佳脫墨性的類別。 
全球紙類消費量在過去40年間增長400%，在採伐的樹木當中，有35%用於造紙。大部分用於製漿的木材都產自人工種植者（通常是採單一栽種法），這種做法又引起人們對生態學影響的擔憂（例如會對生物多樣性不利）。
北美洲採伐木材的大部分均用於製材和生產其他非紙製品。美國每年採伐的樹木中有36%用於紙張和紙板，而在加拿大造紙原料中有21%來自樹木採伐，其餘來自鋸木廠殘餘物 (55%) 和回收紙類 (24%)。
森林砍伐通常被視為是開發中國家的問題，但也會在已開發國家中發生。在澳大利亞，把木材製成木片用於紙漿生產，是個有爭議的環境問題（參見澳大利亞伐木製片產業）。 紐西蘭政府在1990年代因受環保主義者的推動，而停止從原生森林伐木以製成木片出口。
美國在2006年砍伐超過650萬棵樹，以生產160億個紙杯，只為供美國消費者以盛放咖啡飲料，整個製造過程使用40億美制加侖（15,000,000立方米）的水，並產生2.53億磅廢棄物。總體而言，北美洲的消費者使用全球58%的紙杯產量，總計有1,300億個。

### 空氣污染
美國國家排放清單（National Emissions Inventory）和加拿大空氣污染物排放清單（ Air Pollutant Emission Inventory，APEI）都每年彙編有導致煙霧、酸雨、溫室氣體和空氣品質下降的空氣污染物的當年排放量，包括懸浮微粒 (PM)、硫氧化物 ( SOx)、氮氧化物 (NOx)、鎘、鉛、汞和持久性有機污染物 (POP)（例如戴奧辛和呋喃、六氯苯 (HCB) 和多環芳香烴 (PAH)）。另外還有由美國國家環境保護局（EPA）所管理的公開數據庫 - 有毒物質排放清單（TRI），用於跟踪美國在某些會對人類健康和環境構成威脅的有毒化學品的管理情況。
美國在2015年排放進入空氣中的有毒廢棄物總量為6.9億磅（313,000噸），造紙業佔有其中的20%。這個產業排放的物質中，60%是甲醇（並非持久性、生物累積性和毒性物質（PBT），也非致癌物）。造紙業排放幾種可測出的PBT，包括鉛、六氯苯、戴奧辛、呋喃和多環芳香烴。加拿大造紙業在2015年排放的此類化學品，在總排放量中的佔比不到2%。美國造紙業排放的六氯苯佔總排放量的22%，但其他PBT排放量在總排放量中的佔比少於2%。
造紙業另會排放其他重要物質。懸浮微粒 (PM2.5，由直徑為2.5微米或更小的顆粒組成），可穿透人體呼吸系統並對健康產生嚴重影響。美國和加拿大的造紙業所排放的PM2.5約佔總排放量的10%。但空氣中的大部分PM2.5係由非工業（例如住家燃燒木材、建築和未鋪砌道路產生的灰塵）所產生，如果將這類來源考慮在內，北美洲的造紙業在2014年所產生的PM2.5大約僅佔總數的0.5%。
這個產業的製造過程中均會排放氮氧化物 (NOx)、硫氧化物 (SOx) 和二氧化碳 (CO2)。 NOx和SOx是產生酸雨的主要元素，而CO2是導致氣候變化的溫室氣體。北美洲的造紙業在2014年約佔工業和非工業來源SOx和NOx總排放量的0.5%。

### 水污染
這個產業產生的污水含有固體、營養物質和溶解的有機物（如木質素）。也含醇類、螯合物和無機材料（如氯酸鹽和過渡金屬化合物）。如氮和磷等營養物質會導致或加劇湖泊和河流等水體的優養化。 溶解在淡水中的有機物會改變生態特徵（通過測量生化需氧量 (BOD)而得）。污水也會被有機氯化合物污染，這些化合物有些本來即天然存在木材中，但經紙漿氯漂白過程所產生的數量更大。最近的研究指出對污水進行適當的預處理（例如混凝）是去除化學需氧量 (COD) 以及降低水生環境壓力方式中具有成本效益的解決方式。
加拿大的造紙業在2015年把工業廢棄物排放進入水中的比例為5%。在2014年，這個產業中的污水流出水樣本測試中，針對魚類毒性、生化需氧量和總懸浮固體的監管要求，合格比例各為97.5%、99.9%和99.8%。
造紙業也與重要的重金屬排放有關。例如此產業在加拿大是向水排放鉛 (Pb) 的第3大來源。美國造紙業在向水排放工業污染物的佔比為9%。美國造紙業在2015年排入水中的有毒物質加權磅當量 (toxic weighted pound equivalents，TWPE) ，數量上排名第1。超過92%的TWPE是硫化氫、戴奧辛和戴奧辛類化合物以及錳 (Mn) 和錳化合物。值得注意之處是在總共226個場區中，有7個佔硫化氫排放量佔80%，5個佔戴奧辛排放量佔93%。EPA在上一次（2006年）審查錳和錳化合物的排放時，結論是排放量低於需處理水平，但排放水平自那時起並無顯著變化。
回收污水流出水（參見黑液，為硫酸鹽製漿法副產品）並將其燃燒、使用生物修復池以及在製漿和漂白過程中使用破壞性較小的藥劑，皆有助於減少水污染。
排放物還會讓水變色，而降低美觀性。這種情況在紐西蘭塔拉威拉河發生，讓其得到“黑色排水溝”之名。

### 廢紙
美國在2014年產生的2.58億噸城市固體垃圾中，廢棄的紙和紙板佔比約為26%（6,700萬噸），在最終送進掩埋場的1.36億噸垃圾中，佔比在14%以上。廢紙因含有毒油墨、染料和聚合物的額外危害，與其他廢棄物一樣，經焚燒而產生排放物，或者是運往垃圾掩埋場後，因滲漏而與地下水混合，會具有潛在的致癌性。紙類回收可將此類影響減輕，但不能減輕因製造、運輸、掩埋和/或再加工所消耗的能源，及對環境和經濟的影響。

### 氯及氯基化學品
漂白紙漿時，通常會用到氯及氯合成物，特別是運用硫酸鹽製漿法或亞硫酸鹽製漿法時。過去使用元素氯處理木材，會產生大量的戴奧辛，和持久性有機污染物（兩者均含劇毒）。從1990年代開始，使用元素氯去除木質素的情況已大幅減少，改以無元素氯法（ECF）和完全無氯法（TCF）進行漂白，把產生戴奧辛的情況大幅降低。
到2005年，全球採含元素氯硫酸鹽製漿法的佔比為19-20%（遠低於1990年的90%以上佔比），75%的硫酸鹽製漿法採無元素氯法（ECF），其餘5-6%採完全無氯法（TCF）。 一項根據EPA數據的研究，結論是：“在使用氧化脫木質素和延長脫木質素法，以生產ECF和TCF紙漿的工廠，對流出水進行研究後顯示兩種工藝對環境的影響均很低。”大多數TCF紙漿在瑞典和芬蘭生產，而後銷售到德國，這三個市場都具有高度的環保意識。在1999年，TCF紙漿在歐洲市場的佔比為25%。
TCF漂白法不使用氯化物，將紙漿廠污水流出水中的氯化有機物減少到與背景水平相似。 ECF漂白可大幅減少，但不能完全消除污水流出水中的氯化有機物（包括戴奧辛）。雖然現代採ECF法的工廠理論上每生產一噸紙漿，可達到低於0.05公斤氯化有機化合物 (AOX) 含量的排放，但大多數工廠無法達到這種水平。在歐盟會員國中，ECF工廠的平均氯化有機化合物排放量為每噸紙漿含0.15公斤。
但在ECF和TCF漂白法對環境影響程度的比較，一直存有分歧。一方面是這個產業資助的研究普遍發現，採用ECF和TCF兩種工藝，其排放物之間沒環境影響的差異。而另一方面是由一獨立，同儕評審的研究發現，把採用常規、ECF和TCF法產生的污水排出水經二次處理後，“TCF法排出水所含的毒性最小。”

### 硫、硫化氫和二氧化硫
採硫酸鹽製漿法和亞硫酸鹽製漿法時，均會用到硫基化合物。除基於氨的亞硫酸鹽法之外，一般硫均會被回收，但在黑液（硫酸鹽法的副產品）或是亞硫酸鹽法的副產品“紅液（red liquor）”經燃燒處理時，會以二氧化硫的形式釋放出硫。二氧化硫特別值得關注，因其具有水溶性，是造成酸雨的主要原因。加拿大的造紙業在2006年排放約60,000噸硫氧化物 （SOx）進入大氣，佔加拿大所有產業SOx排放總量的4%以上。
現代硫酸鹽製漿廠的自身發電量不僅可自給自足，而且通常有多餘電力提供給當地電網。 此外會利用單獨的鍋爐以樹皮和木材殘渣作燃料，產生蒸汽以供發電。
採用硫酸鹽製漿法會排放硫化氫、甲硫醇、二甲基硫醚、二甲基二硫醚和其他揮發性硫化合物等氣體，是造成紙漿廠具有特殊氣味的原因。大多數造紙業工廠釋放到空氣和水中的其他化學物質包括：
- 一氧化碳
- 氨
- 氮氧化物
- 汞
- 硝酸鹽
- 甲醇
- 苯
- 揮發性有機物、氯仿。

漂白機械紙漿並非是造成環境問題的主因，因為大部分有機物質會保留在紙漿中，而使用的化學品（過氧化氫和連二亞硫酸鈉）會產生無害的副產品（分別是水和最終的硫酸鈉）。
但漂白化學紙漿會造成嚴重的環境破壞，主要是會把有機物質釋放進入水道。紙漿廠幾乎均位於大片水體附近（因生產過程需要大量用水）。從1970年代和1980年代開始，公眾對環境問題的認識提高（綠色和平組織及類似組織於當時成立），促使製漿業和政府出面處理這些排放問題。與環保相關的非政府組織尤其對瑞典和芬蘭造紙業施以巨大壓力。
使用元素氯的常規漂白法會產生大量氯化有機化合物（包括氯化戴奧辛），並釋放進入環境。戴奧辛是國際公認的持久性環境污染物，受到《斯德哥爾摩公約》簽署國的監管。
戴奧辛有劇毒，對人類健康的影響包括造成生殖、發育、免疫和荷爾蒙方面的問題。而且已知這種物質具有致癌性。人類接觸方式中，有超過90%是通過食物，主要是肉類、奶製品、魚類和貝類，戴奧辛會在食物鏈中動物脂肪組織內積累。

### 溫室氣體排放量
全球有69%的溫室氣體排放來自能源和交通行業。印刷和造紙業的二氧化碳排放量約佔其中的1%。
這個產業的溫室氣體排放來自原材料生產和運輸、污水處理、外購電力、紙產品運輸、印刷品運輸、處置和回收，而使用到化石燃料的結果。
在垃圾掩埋場處理紙類，其隨後因分解而產生甲烷（一種強效溫室氣體），也把紙製品的碳足跡升高，因此回收紙類對環境有益。紙類回收（而非掩埋）可將紙的全球變暖潛能值降低15至25%。
美國造紙業生產每噸紙類所產生的溫室氣體（以二氧化碳當量噸數表示）自1972年以來已減少55.8%，到2000年減再少23.1%，2012年比2010年減少3.9%。美國造紙業在2005年至2012年間每噸產品購買的能源（化石燃料）減少8.8%。
加拿大在2000年到2012年間，直接溫室氣體排放量下降56%，能源使用總量下降30%。這種下降部分原因是林業的收縮，但很大部分是由於減少化石燃料使用和使用可再生生物質發電量增加的結果。在2012年，產業的生物能源佔林業能源使用總量的56%，高於2000年的49%。

### 不可再生資源
某些紙製品會用粘土或碳酸鈣當作填料。高嶺土是黏土中最常用於塗佈紙張的材料。

### 入侵樹種
特別適合製漿的樹木已被引入世界各地種植。其中有些被公認為是具有侵略性的入侵物種。在馬來西亞，Acacia auriculaeformis和Acacia mangium兩種相思樹屬均被視為入侵樹種。可用於製漿的桉樹生長迅速，能產生豐厚利潤，在世界各地廣受種植，也該被視為入侵物種。

## 減緩影響

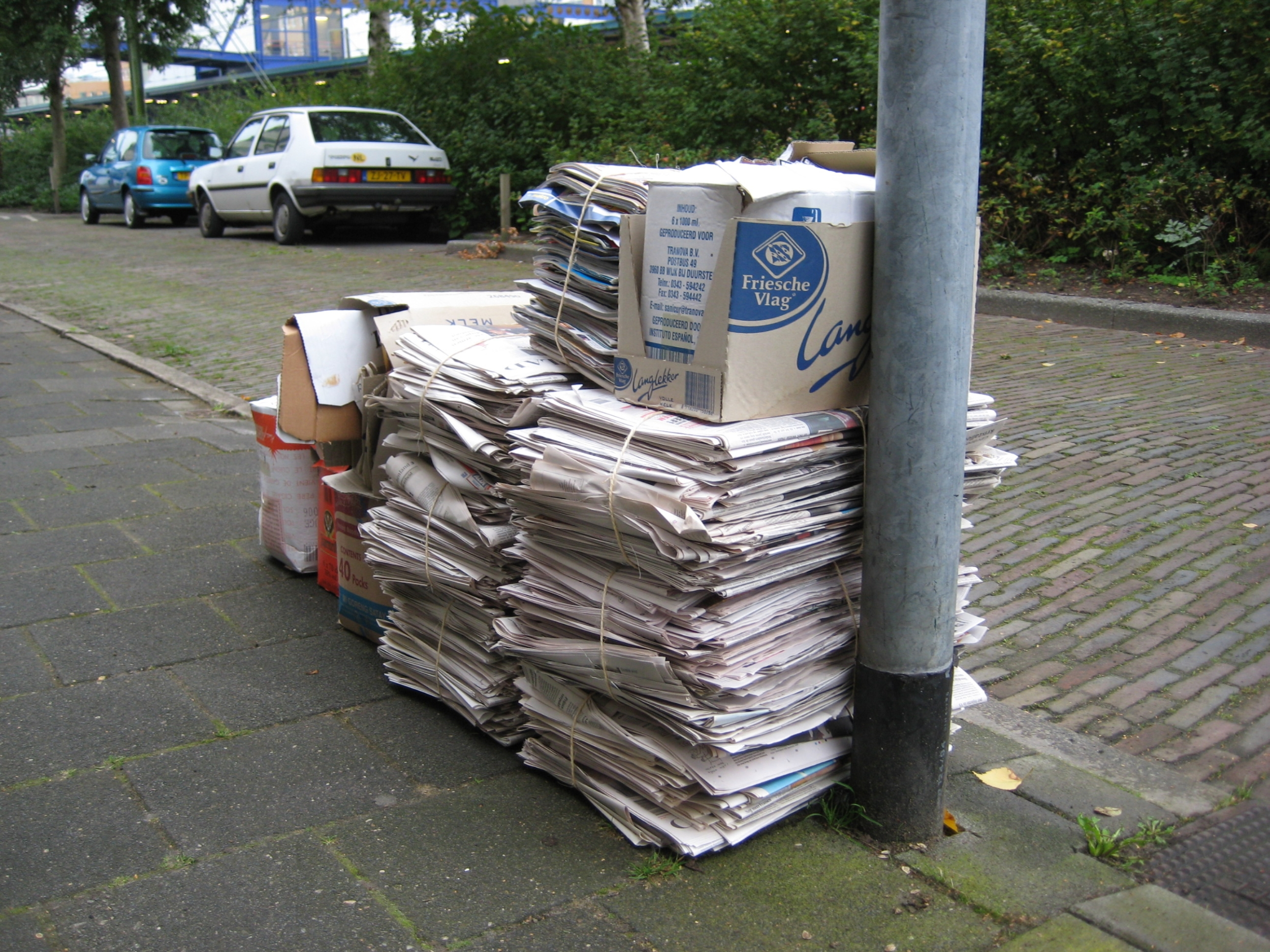
在荷蘭堆放的廢紙，等待被收集以回收利用。

造紙業產生的的一些環境影響已獲得解決，同時也朝可持續發展的方向前進。使用人工林生產的木材可解除對老樹林喪失的擔憂。

### 可持續森林管理
砍伐樹木以生產如紙類產品，會對森林棲息地造成短期或是長期的環境干擾，具體取決於採伐時的謹慎程度。伐木會對植物和動物的生物多樣性、土壤肥力和水質產生影響。可持續森林管理的做法是種利用，同時又給予森林照料的方式，以便隨著時間演進能兼顧到環境、社會和經濟價值及利益。
在美國，由於對盡環保責任所生產紙類的需求不斷增加，讓土地所有者有經濟動機以維持土地綠化，並以可持續的方式管理土地，而非出售土地，用於工業或住房開發之用（根據美國國家森林局，這些是美國以往導致森林砍伐的主要原因）。而經過可持續管理的土地可提供一系列持續的生態系統服務，包括清潔用水、健康土壤（可減緩氣候變化），也能提供娛樂休閒活動和增加美感。
在加拿大，可持續森林管理也享有森林管理規劃過程 - 基於科學的決策、評估和規劃方法，以及法規和政策的支持。

#### 森林認證
促進和支持森林認證和追踪木纖維原料來源的做法，可確保可持續森林的管理和合法採伐。目前採用最多的森林認證系統有：
- 森林認證支持計劃 (Program for the Endorsement of Forest Certification，PEFC)，大多數歐洲國家採用，在世界其他地區也在增加採用中。[64]
- 可持續林業倡議（Sustainable Forestry Initiative，SFI）。[65]
- 美國林場系統 (The American Tree Farm System，ATFS)。[66]
- 加拿大標準協會 (Canadian Standards Association，CSA)。[67]
- 森林管理委員會 (Forest Stewardship Council ，FSC)。[68]

### 紙漿漂白
在漂白過程改用非元素氯（如過氧乙酸、臭氧、過氧化氫和氧氣）可減少致癌有機氯的排放，可生產完全無氯 (TCF) 紙製品。

### 回收利用
可用作製造再生紙原料的紙類有三類：生產過程廢紙、消費前廢料和消費後廢料。生產過程廢紙是造紙時的邊角料和其他紙屑，會在紙廠內回收使用。消費前廢料是在供消費者使用前被丟棄的材料。消費後廢料是消費者使用後被丟棄的材料（例如舊雜誌、舊電話簿和住宅混雜紙製品）。
對回收木漿紙的一個擔憂是纖維會隨著每次回收而降解，而降低紙張的強度，但此問題已被逐步克服。近來美國的紙類中已含有40%的回收紙，美國紙廠中有80%會採用回收紙作為部分原料。
EPA發現利用回收廢紙造紙，比生產原生紙可把水污染減少35%，空氣污染減少74%。 紙漿廠是空氣和水污染的來源，特別是生產漂白紙漿的工廠。利用回收紙可減少對原生紙漿的需求，而減少相關的空氣和水污染總量。回收紙漿可使用與漂白原生紙漿相同的化學品，但最常使用的是過氧化氫和連二亞硫酸鈉。如在回收過程中不使用含氯化合物，則回收紙漿或由其製成的紙張被稱為無氯工藝（PCF）紙製品。

### 再生紙廠
把廢紙回收，以替代送往垃圾掩埋場處置的做法是較不復雜的生產方式之一。雖然目前還無缺乏垃圾掩埋場的危機，但人們普遍認為應採措施來降低掩埋場的負面影響，因為這種掩埋方式會產生以及傳播許多有害元素。 大多數再生紙的價格會高於原生紙漿造紙，價格往往是消費者的決定性因素。由於大部分回收紙漿是在公開市場上收購，使用特定紙廠生產的原生紙漿，其生產成本可能會較低。原生紙直接由樹木或棉花製漿後造成，完全不含回收成分。在初始造紙過程後，由回收材料所造的紙被視為再生紙。由於早期的標準定義不夠精細，一些所謂的“再生紙”只包含紙廠內廢料，事實上此類“廢料”都應歸類為原生紙的材料。最近標準已被更新，以防止此類做法讓人覺得公司在銷售再生紙。收集和回收行業已經開始專注消費者每天扔掉的紙類，以增加回收數量。 不同的紙廠會針對不同類型的紙類而建構，大多數“回收辦公用紙會送往脫墨廠處理”。脫墨是處理回收紙中的一道步驟。這種工廠把油墨和紙纖維分離，同時也把任何多餘的材料從從紙纖維去除。
脫墨廠把廢紙塗層剝離後，將乾淨漿料用來造紙。許多造紙廠把舊的商業文件轉化為有用的文化用紙和信封。再生紙的生產過程比使用樹木造紙的現代造紙廠成本更高。製造再生紙的過程會更耗時。但生產再生紙在環境角度而言有很多好處。“儘管現代造紙廠採用的是最先進的技術，但該產業的基本結構仍基於一種由19世紀轉化而來的世界觀，而這種世界觀到21世紀已算是過時” 。

### 管理法規
造紙業在北美洲是個受到嚴格監管的行業。美國和加拿大的法規概述如下。

#### 美國

##### 空氣和水污染
EPA於1974年根據《清潔水法案》首次發布紙漿和造紙廠的國家污水標準，即流出水指南，為幾種常規污染物設定數值限制。EPA在1982年修訂法規，加入對五氯酚、三氯苯酚和鋅設定數值限制。流出水排放限制透過國家污染物排放消除系統 (National Pollutant Discharge Elimination System，NPDES) 許可證的頒發來執行，該許可證每5年須更新一次。（參見美國對點源水污染的規定。）
EPA在1998年制定“集群規則”(Cluster Rule，CR) ，把額外的有毒污水污染物納入限制之內，並對有害空氣污染物排放進行監管。由於空氣和水污染法案在同一制定行動中完成，而讓紙漿和造紙廠得以為空氣和水污染防治技術做最佳組合，而非分開解決。一些要求和技術的目的在減少有毒空氣污染物，同時也會減少有毒污水污染物，反之亦然。EPA頒布CR的目的是提供一套協調的監管要求，提高工業界實施的清晰度，並實現更高水平的污染防治。
CR中與空氣排放相關的法規包含在《清潔空氣法案》之下的國家有害空氣污染物排放標準 （NESHAP)），於2001年生效。此法規也稱為“能最大實現的控制技術”(Maximum Achievable Control Technology，MACT) 法規，對製造化學紙漿的工廠，要求有害空氣污染物減少59%，揮發性有機碳和顆粒物分別減少49%和37%。CR中的污水法規對同時採用氯漂白與硫酸鹽製化學紙漿的工廠，要求把戴奧辛、呋喃和氯仿的排放量分別減少96%、96%和99%。EPA增加對12種氯化酚類污染物和可吸附有機鹵化物 (AOX) 的排放數字限制。法規還要求產業採行最佳水污染管理措施，例如工業程序控制監控。
美國所有空氣排放都在聯邦層面受到監管。《清潔空氣法案》針對有害於公眾健康和環境的污染物制定國家環境空氣品質標準 (NAAQS)已為6種主要污染物製定污染標準：鉛、一氧化碳、二氧化氮 (NO2)、臭氧 (O3)、懸浮微粒 (PM) 和二氧化硫 (SO2)。EPA於2012年修訂造紙業的NESHAP法規。 

##### 森林管理
關於指導位於美國聯邦土地上的森林管理法律、法規和政策均已完善制定。在1900年頒佈的的雷斯法案即對非法採伐訂有制裁方式。 

#### 加拿大
加拿大的聯邦和省級環境法是有關造紙業工廠相關法規的主要來源。下述三個聯邦法規與水排放有關：
1. 紙漿和造紙廠污水流出水法規（Pulp and Paper Effluent Regulations）：為流出水對魚類的急性致死率、生化需氧量和總懸浮固體設定標準。工廠還需進行環境影響監測，以確定其排出水對接收水體的影響，並調查與工廠排出水相關的環境影響，其發生原因和解決方案。[91]
2. 紙漿和造紙廠污水流出水中氯化戴奧辛和呋喃法規（Pulp and Paper Mill Effluent Chlorinated Dioxins and Furans Regulations）：根據加拿大環境保護法而頒布，適用於工廠污水流出水中的多氯雙苯駢對戴奧辛和多氯雙苯駢對呋喃（英语：Polychlorinated dibenzofurans）的規範。[92]
3. 紙漿和造紙廠消泡劑和木片法規（Pulp and Paper Mill Defoamer and Wood Chip Regulation）：對採氯漂白工藝的紙漿和造紙廠使用含有多氯雙苯駢對戴奧辛或多氯雙苯駢對呋喃的消泡劑做規範。 [93]

另有制定控制污染物（包括懸浮微粒和地面臭氧）排放進入空氣中的法規，其中有加拿大環境空氣品質標準法規（Canadian Ambient Air Quality Standards Regulations）。聯邦層級的加拿大環境及氣候變化部 (ECCC) 制定一份可公開調閱的污染物排放（包括排放到空氣、水和土地）以及處置和回收列表（即國家污染物排放列表（National Pollutant Release Inventory）），在該國運作的公司必須每年為列表做報告。達到須報告標準的經營者必須每年向ECCC報告其溫室氣體排放量。
加拿大一些省份有自己的監管框架來管理空氣品質（例如安大略省標準），以及控制溫室氣體排放（包括英屬哥倫比亞省碳稅、艾伯塔省氣候領導計劃以及安大略省和魁北克省的限額和交易系統）。
加拿大位於公共土地上的森林達到94%。聯邦、省和地區的法律、法規和政策框架均強制執行和指導可持續森林管理的做法。

#### 國際層級
“隸屬於世界銀行的國際金融公司（IFC）提出的環境、健康和安全 (Environmental, Health, and Safety，EHS) 指南是種技術參考文件，其中包含良好國際行業規範 (Good International Industry Practice，GIIP) 的一般示例和行業特定示例。”簡而言之，EHS能協助國家對那些會在社會和環境造成大量危害潛力的工廠和公司制定規範。這些環境、健康和安全指南為造紙業列出具體規則，為需要遵循的內容作解釋，以限制工廠可能會傳播的污染。

### 機械紙漿廠
主要經研磨木材（但並未把木質素去除）而產出的紙漿稱為“機械紙漿”，主要用於印製報紙。這種製程使用的化學品比硫酸鹽製漿法和亞硫酸鹽製漿法少。機械紙漿廠的主要污染源是有機物質，例如木材在加工過程中釋放的樹脂酸。機械紙漿採用“增亮法（將木材中發色團去除）”，並未漂白，與化學紙漿相較，使用的是具有較低毒性的化學物質。

## 印刷油墨
印刷油墨會對環境產生的三個主要問題是：揮發性有機物、重金屬和不可再生的油質。一些監管機構已制定墨水中重金屬含量標準。為取得較好的可持續性，近年來均趨向使用植物油以取代以石油為基底的油料。
將再生紙漿脫墨會產生廢漿，會送往垃圾掩埋場棄置，或是焚化，也會送往其他紙廠再利用。
美國聯邦政府在1970年代頒佈法規，針對油墨中所含的鉛、砷、硒、汞、鎘和六價鉻等有毒金屬予以規範。

## 延伸閱讀
案例研究
- Laplante, Benoît and Rilstone, Paul, Environmental Inspections and Emissions of the Pulp and Paper Industry: The Case of Quebec,  April 1995, World Bank Policy Research Working Paper No. 1447.

產業簡介
- World Bank Group, Pulp and Paper Mill, Pollution Prevention and Abatement Handbook, July 1998.
- United States Environmental Protection Agency, Profile of the Pulp and Paper Industry 2nd Edition （页面存档备份，存于）, November 2002.

生命週期評估
- Forest Products Association of Canada, Life Cycle Assessment and Forest Products:A White Paper （页面存档备份，存于）, September 2010

新科技
- United States Environmental Protection Agency, Available and Emerging Technologies for Reducing Greenhouse Gas Emissions from the Pulp and Paper Manufacturing Industry, Office of Air and Radiation, October 2010.

## 外部連結
- Canopy | Ecopaper Database